# Amphilius chalei
Amphilius chalei és una espècie de peix pertanyent a la família dels amfílids i a l'ordre dels siluriformes.

## Etimologia
Amphilius prové del mots grecs amphi (en ambdós costats) i leios (greix, gras), mentre que chalei fa referència al Dr. Francis Chale per les seues contribucions durant molts anys en l'estudi dels peixos de Tanzània i per la seua participació en la recol·lecció d'aquesta espècie.

## Descripció
El cos, moderadament prim, fa 7 cm de llargària màxima i, generalment, presenta taques fosques al llarg dels flancs, però pot ésser completament de color marró. Aleta dorsal a gran distància per davant de les aletes ventrals. Aleta adiposa baixa i llarga (molt més que en Amphilius jacksonii). Peduncle caudal llarg. Aleta caudal forcada, més oscada que la d'Amphilius uranoscopus i amb els lòbuls arrodonits a la part posterior. Aletes pectorals amb 6-6 radis tous i pelvianes amb 12-12. 38-39 (38) vèrtebres. Absència de taques a les aletes.

## Hàbitat i distribució geogràfica
És un peix d'aigua dolça, demersal i de clima tropical, el qual viu a Àfrica: les aigües molt clares del llac Malawi i part de la conca del riu Rufiji a Tanzània.

## Observacions
És inofensiu per als humans, el seu índex de vulnerabilitat és baix (10 de 100), és actiu durant part del dia i es pot conservar fàcilment a un aquari si la temperatura de l'aigua no supera els 24 °C.